# Fidel Fuidio
Fidel Fuidio Rodríguez (Yécora, Álava, 24 de abril de 1880 - Carrión de Calatrava, Ciudad Real, 17 de octubre de 1936) fue un arqueólogo español. Religioso marianista, hizo sus primeros votos en la Compañía de María (marianistas) en 1897. Profesor durante 35 años en Jerez de la Frontera, Cádiz, Madrid y Ciudad Real en colegios de los marianistas y en el Instituto de Segunda Enseñanza de Ciudad Real. 

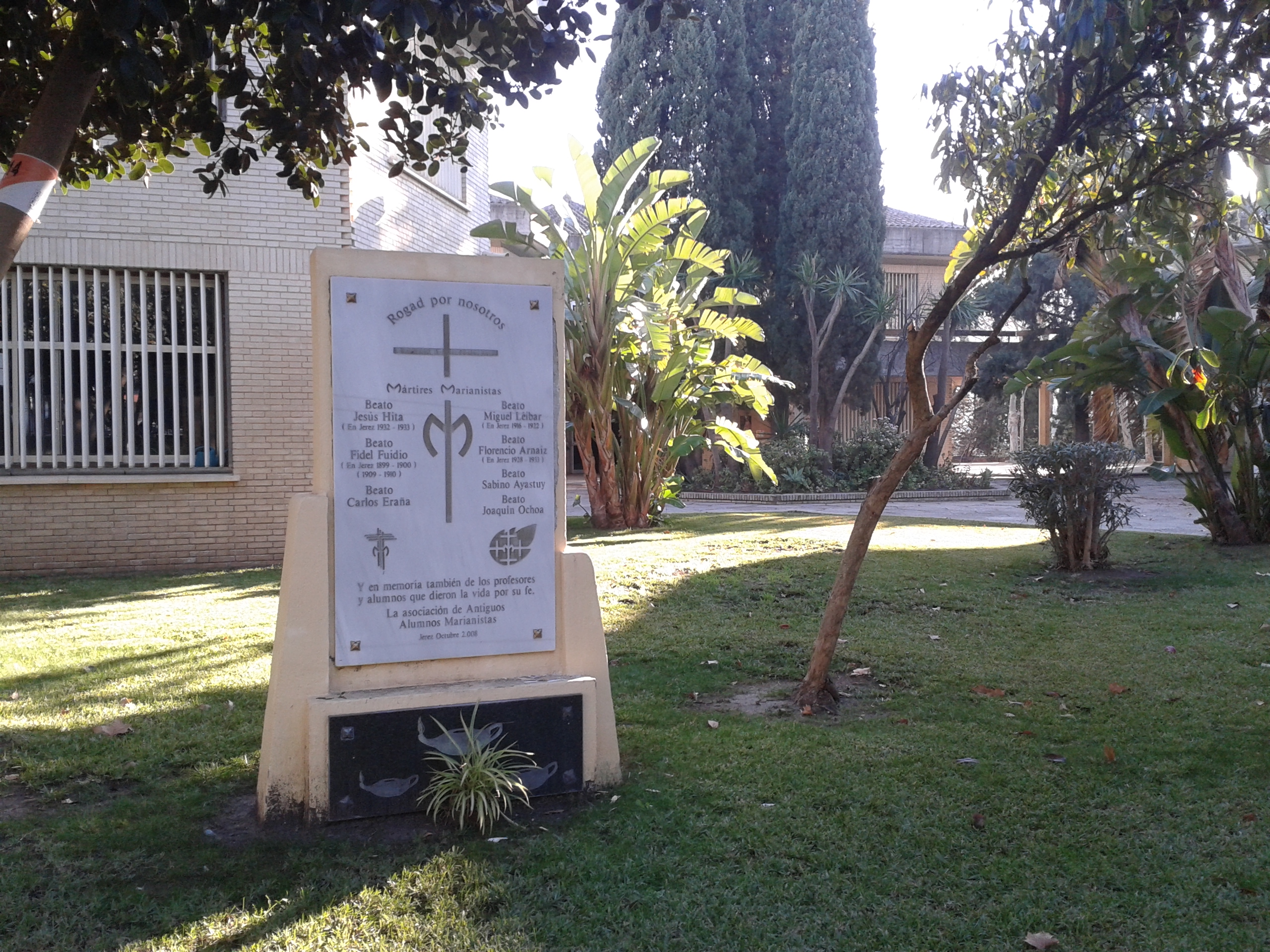
Monumento a mártires de la orden

Discípulo del alemán Hugo Obermaier, se le considera un precursor de la arqueología madrileña. Excavó en los alrededores de Madrid en compañía de sus alumnos. Exploró el Cerro de San Blas, Tejar de San Pedro, Portazgo, Parador del Sol, Casa del Moreno, San Fernando de Henares, Arenero de las Mercedes, el Sotillo, el Ventorro, Hortaleza, Carabanchel, etc.
Autor de la tesis Carpetania romana, que fue defendida el 6 de mayo de 1932 y publicada en 1934. 
Las piezas halladas se depositaron primero en el colegio El Pilar, para posteriormente pasar al Museo Prehistórico Municipal de Madrid, después integrado en el Museo de San Isidro y hoy Museo de los Orígenes y conservado por José Pérez de Barradas entonces arqueólogo municipal. Destaca también la villa romana descubierta en Villaverde (Madrid), como siempre junto a sus alumnos, posteriormente excavada por Barradas. De esta villa, que fue la primera de sus características descubierta en los alrededores de Madrid, se recuperó un interesante mosaico.
Tras su traslado a Ciudad Real, exploró en compañía de sus alumnos el yacimiento de Alarcos y localizó restos de industria lítica en el paraje llamado Valdarachas en Poblete (Ciudad Real). Como gran pedagogo, estos descubrimientos fueron hechos junto con sus adolescentes alumnos.

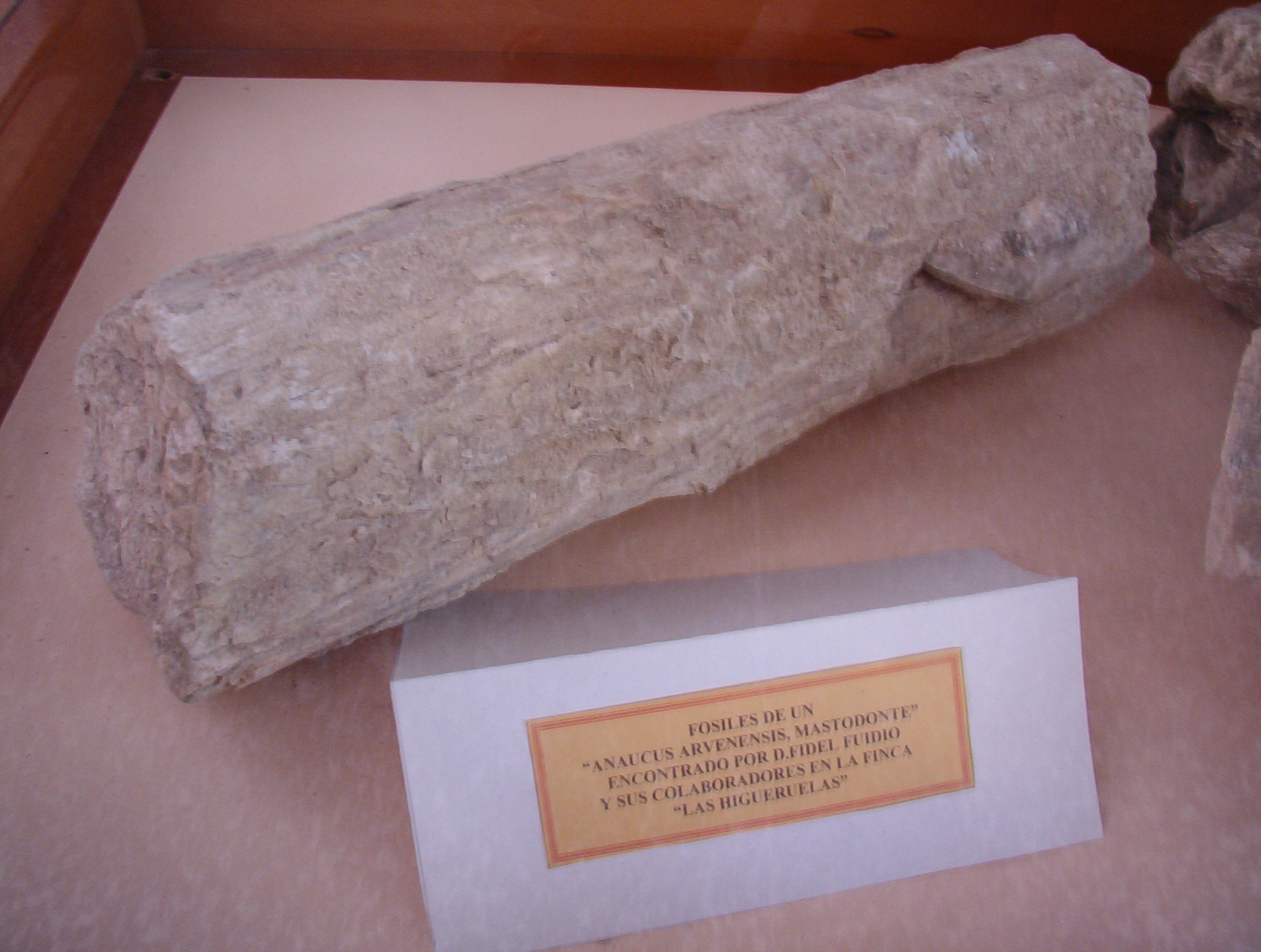
Fósil del mastodonte Anancus arvernensis en el Colegio N.ª S.ª del Prado de Ciudad Real.

Descubrió asimismo el yacimiento paleontológico del Plioceno Superior de Las Higueruelas (Alcolea de Calatrava, Ciudad Real) en 1935. Allí recuperó varios colmillos de mastodonte, actualmente expuestos, a iniciativa del profesor Ángel Rivero Laguna, en el Colegio N.ª S.ª del Prado de Ciudad Real tras su hallazgo casual en 1981, arrumbados en el desván del edificio histórico del centro, por el profesor jubilado P. Eliseo Mata Arce y el alumno de bachillerato Antonio Gómez Bernal. En las campañas de 1971, 1990 y posteriores, se han clasificado restos de mastodontes, guepardos, rinocerontes, gacelas, cérvidos y tortugas gigantes. Parte de estas piezas están expuestas en el Museo Provincial de Ciudad Real, además de un diorama de tamaño natural que reconstruye el paisaje de la época.
A su muerte se encontraba trabajando en el libro Oretania romana.
Fue fusilado por motivos religiosos durante la guerra civil española y beatificado por la Iglesia católica el 1 de octubre de 1995, junto a los también marianistas Carlos Eraña y Jesús Hita, por su martirio. Los restos principales de los tres, especialmente los cráneos de Carlos Eraña y Jesús Hita están en unas urnas en la cripta de la capilla del colegio marianista "Nuestra Señora del Prado", en Ciudad Real. Puede que los restos de Fidel Fuidio, al exhumar el "pozo de Carrión", lugar de su posible ejecución y no muy bien identificados, fueran trasladados y enterrados en el Valle de los Caídos. Su retrato aparece en el mosaico de la cúpula de la basílica subterránea.

## Obras
- Fuidio Rodríguez, Fidel, 1934. Carpetania romana. 204 págs. 68 láminas, 2 mapas. Editorial Reus. Madrid.[2]
- Pérez de Barradas, José; Fuido, Fidel. «Descubrimientos arqueológicos en el término municipal de Azaña (Toledo)». Boletín de la Real Academia de Bellas Artes y Ciencias Históricas de Toledo, 35, 1928 junio, primera época, pág. 117-129. Centro de Estudios de Castilla-La Mancha.